# Xarxa neuronal òptica

Una xarxa neuronal òptica és una implementació física d'una xarxa ne
uronal artificial amb components òptics. Les primeres xarxes neuronals òptiques utilitzaven un holograma de volum fotorefractiu per interconnectar matrius de neurones d'entrada a matrius de sortida amb pesos sinàptics en proporció a la força de l'holograma multiplexat. Els hologrames de volum es van multiplexar encara més mitjançant la crema de forats espectrals per afegir una dimensió de longitud d'ona a l'espai per aconseguir interconnexions en quatre dimensions de matrius bidimensionals d'entrades i sortides neuronals. Aquesta investigació va conduir a una àmplia investigació sobre mètodes alternatius utilitzant la força de la interconnexió òptica per implementar comunicacions neuronals.
Algunes xarxes neuronals artificials que s'han implementat com a xarxes neuronals òptiques inclouen la xarxa neuronal Hopfield i el mapa d'autoorganització de Kohonen amb moduladors de llum espacial de cristall líquid Les xarxes neuronals òptiques també es poden basar en els principis de l'enginyeria neuromòrfica, creant sistemes fotònics neuromòrfics. Normalment, aquests sistemes codifiquen la informació a les xarxes mitjançant pics, imitant la funcionalitat de les xarxes neuronals d'espiga en maquinari òptic i fotònic. Els dispositius fotònics que han demostrat funcionalitats neuromòrfiques inclouen (entre d'altres) làsers d'emissió superficial de cavitat vertical, moduladors fotònics integrats, sistemes optoelectrònics basats en unions superconductores de Josephson o sistemes basats en díodes de túnel ressonants.

## Xarxes neuronals electroquímiques vs òptiques
Les xarxes neuronals biològiques funcionen sobre una base electroquímica, mentre que les xarxes neuronals òptiques utilitzen ones electromagnètiques. Les interfícies òptiques a xarxes neuronals biològiques es poden crear amb optogenètica, però no és el mateix que una xarxa neuronal òptica. A les xarxes neuronals biològiques hi ha molts mecanismes diferents per canviar dinàmicament l'estat de les neurones, entre ells la plasticitat sinàptica a curt i llarg termini. La plasticitat sinàptica es troba entre els fenòmens electrofisiològics utilitzats per controlar l'eficiència de la transmissió sinàptica, a llarg termini per a l'aprenentatge i la memòria i a curt termini per a canvis transitoris curts en l'eficiència de la transmissió sinàptica. Implementar-ho amb components òptics és difícil i, idealment, requereix materials fotònics avançats. Les propietats que podrien ser desitjables en materials fotònics per a xarxes neuronals òptiques inclouen la capacitat de canviar la seva eficiència de transmissió de llum, en funció de la intensitat de la llum entrant.

## Era creixent de les xarxes neuronals òptiques
Amb la creixent importància de la visió per computador en diversos dominis, el cost computacional d'aquestes tasques ha augmentat, fent més important desenvolupar els nous enfocaments de l'acceleració del processament. La informàtica òptica ha sorgit com una alternativa potencial a l'acceleració de la GPU per a les xarxes neuronals modernes, sobretot tenint en compte l'obsolescència de la llei de Moore. En conseqüència, les xarxes neuronals òptiques han cridat una major atenció a la comunitat investigadora. Actualment, s'estan investigant dos mètodes principals de computació neuronal òptica: la fotònica de silici i l'òptica d'espai lliure. Cada enfocament té els seus avantatges i inconvenients; tot i que la fotònica de silici pot oferir una velocitat superior, no té el paral·lelisme massiu que pot oferir l'òptica d'espai lliure. Donades les capacitats de paral·lelisme substancials de l'òptica de l'espai lliure, els investigadors s'han centrat a aprofitar-ne. Una implementació, proposada per Lin et al., implica l'entrenament i la fabricació de màscares de fase per a un classificador de dígits escrits a mà. Mitjançant l'apilament de màscares de fase impreses en 3D, la llum que travessa la xarxa fabricada es pot llegir mitjançant una matriu de fotodetectors de deu detectors, cadascun representant una classe de dígits que oscil·la entre 1 i 10. Tot i que aquesta xarxa pot aconseguir una classificació de rang de terahertzs, no té flexibilitat, ja que les màscares de fase es fabriquen per a una tasca específica i no es poden tornar a entrenar. Un mètode alternatiu per a la classificació en òptica d'espai lliure, introduït per Cahng et al., empra un sistema 4F que es basa en el teorema de convolució per realitzar operacions de convolució. Aquest sistema utilitza dues lents per executar les transformades de Fourier de l'operació de convolució, permetent la conversió passiva al domini de Fourier sense consum d'energia ni latència. Tanmateix, els nuclis d'operació de convolució en aquesta implementació també són màscares de fase fabricades, limitant la funcionalitat del dispositiu només a capes convolucionals específiques de la xarxa. En canvi, Li et al. va proposar una tècnica que implicava el mosaic del nucli per utilitzar el paral·lelisme del sistema 4F mentre s'utilitzava un dispositiu de micromirall digital (DMD) en lloc d'una màscara de fase. Aquest enfocament permet als usuaris carregar diversos nuclis al sistema 4F i executar la inferència sencera de la xarxa en un sol dispositiu. Malauradament, les xarxes neuronals modernes no estan dissenyades per als sistemes 4F, ja que es van desenvolupar principalment durant l'era de la CPU/GPU. Principalment perquè solen utilitzar una resolució més baixa i un gran nombre de canals als seus mapes de característiques.